# Вінер-Усманова Ірина Олександрівна
Ірина Олександрівна Вінер (30 липня 1948, Самарканд, Узбецька РСР, СРСР) — радянський та російський тренер з художньої гімнастики. Закінчила Узбецький інститут фізичної культури. Доктор педагогічних наук. Професор. Заслужений тренер Росії. Герой праці Російської Федерації (2015).

## Біографія
З 11 років займалася художньою гімнастикою в Ташкенті під керівництвом тренерів Лілії Петрової та Елеонори Сумарокова. Тричі була чемпіонкою Узбекистану з художньої гімнастики.
У 1965 закінчила зі срібною медаллю середню школу № 110 в Ташкенті, в 1969 році — Узбецький державний інститут фізичної культури в Ташкенті, де здобула вищу фізкультурну освіту.
Працювала в Ташкенті в республіканській спеціалізованій дитячо-юнацькій спортивній школі олімпійського резерву. З 1972 року по 1992 рік працювала тренером збірної команди Ташкента з художньої гімнастики і збірної команди Узбекистану з художньої гімнастики.
У 1973 в Ташкенті, будучи в першому шлюбі, народила сина Антона.
У 1992 вийшла заміж за Алішера Усманова. На початку 1980-х років, ще перебуваючи в ув'язненні, Алішер послав Ірині Вінер хустку, що за узбецькому звичаєм означає пропозицію руки і серця.
З 1992 в Москві і працює головним тренером Центру олімпійської підготовки, а з 2001 року є головним тренером збірної Росії з художньої гімнастики.
У 2003 році в Національному державному університеті фізичної культури, спорту і здоров'я імені П. Ф. Лесгафта в Санкт-Петербурзі захистила кандидатську дисертацію на тему «Підготовка висококваліфікованих спортсменок в художній гімнастиці», стала кандидатом педагогічних наук.
З 2008 — президент Всеросійської федерації художньої гімнастики. Переобрана в 2016 році й у грудні 2020 року.
3 березня 2011 року підписала Звернення представників громадськості проти інформаційного підриву довіри до судової системи Російської Федерації, в якому засуджувалися тиск на судову систему на тлі другого процесу у справі керівників НК «ЮКОС».
6 лютого 2012 була офіційно зареєстрована як довірена особа кандидата в Президенти Російської Федерації чинного на той момент Прем'єр-міністра Володимира Путіна.
У 2013 році в Національному державному університеті фізичної культури, спорту і здоров'я імені П. Ф. Лесгафта в Петербурзі захистила докторську дисертацію на тему «Інтегральна підготовка в художній гімнастиці», доктор педагогічних наук.
6 лютого 2016 обрана до Вищої ради партії «Єдина Росія».
У березні 2017 року став членом Громадської палати за президентською квотою.

## Гімнастки, яких тренувала Ірина Вінер
- Євгенія Канаєва
- Аліна Кабаєва
- Юлія Барсукова
- Дарія Дмитрієва
- Ірина Чащина
- Яна Батиршина